# 土倫 (伊利諾伊州)
圖倫（英語：Toulon）是一個位於美國伊利諾伊州斯塔克縣的城市。根據2010年美國人口普查，該地人口為1292人，而該地的面積約為2.63平方千米。同時該地也是斯塔克縣的縣治。

## 地理
圖倫的座標為41°05′40″N 89°51′44″W / 41.09444°N 89.86222°W，而該地的平均海拔高度為222米（即728英尺）。